# Asynapta flammula
Asynapta flammula är en tvåvingeart som först beskrevs av Frederick Askew Skuse 1888.  Asynapta flammula ingår i släktet Asynapta och familjen gallmyggor. Inga underarter finns listade i Catalogue of Life.